# Антивакцинаторство

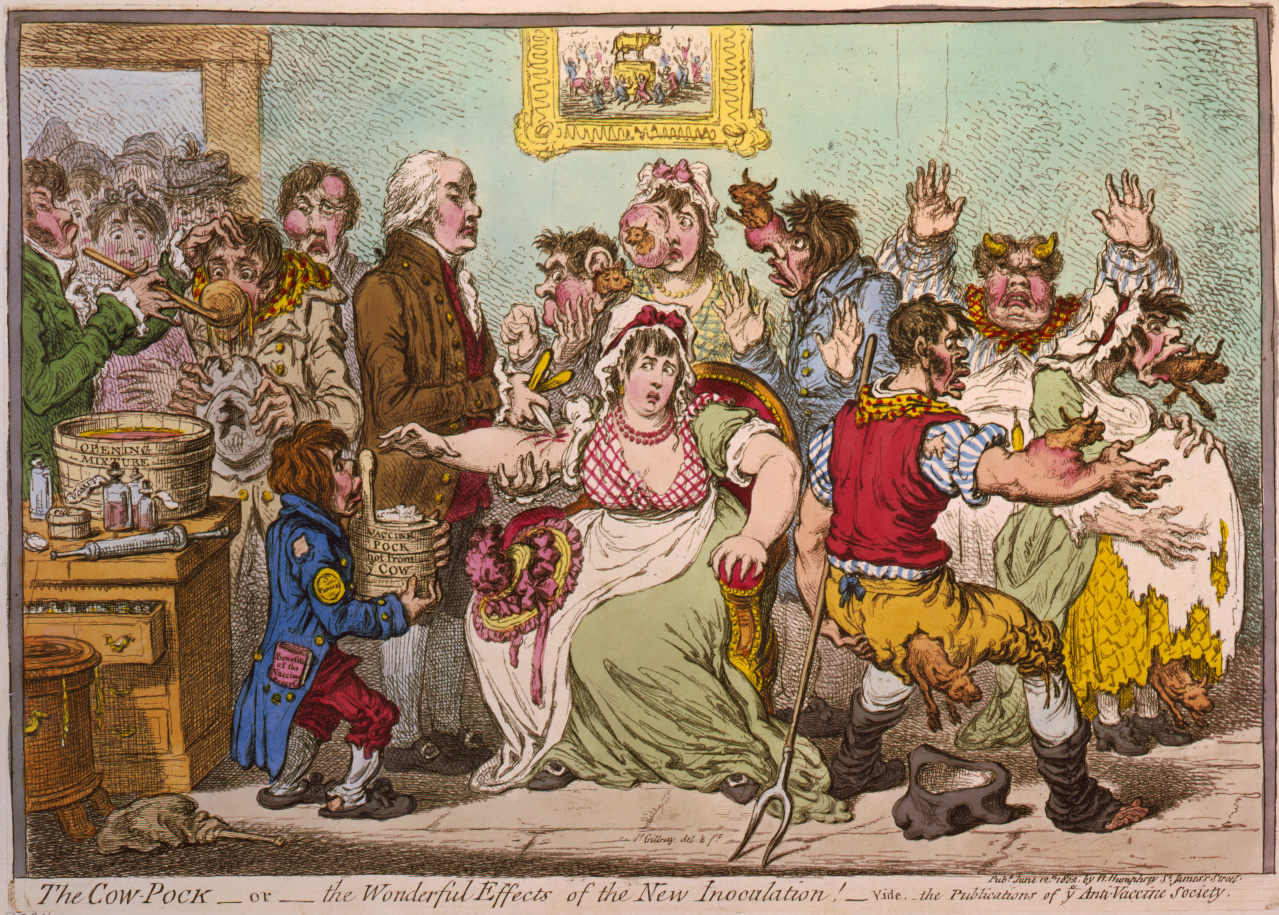
Джеймс Гилрей. «Коровья оспа, или Чудесное действие новой прививки!» (1802)

Антивакцина́торство, также антипрививочное движение, противопрививочное движение — общественное движение, оспаривающее эффективность, безопасность и правомерность вакцинации, в частности — массовой вакцинации.
Скептическое отношение к вакцинации включает в себя полный отказ от вакцинаций, отказ от отдельных вакцин, а также изменение сроков и схем иммунизации относительно рекомендуемых медицинскими учреждениями.
Согласно заключению экспертов Всемирной организации здравоохранения (ВОЗ), большинство доводов антивакцинаторов не подтверждаются научными данными и характеризуются как «тревожное и опасное заблуждение». В 2019 году ВОЗ включила недоверие к вакцинации в список десяти глобальных угроз для здоровья населения.
Отказ от вакцин часто приводит к вспышкам заболеваний и смертям от болезней, которые можно было бы предотвратить с помощью вакцин.

## История

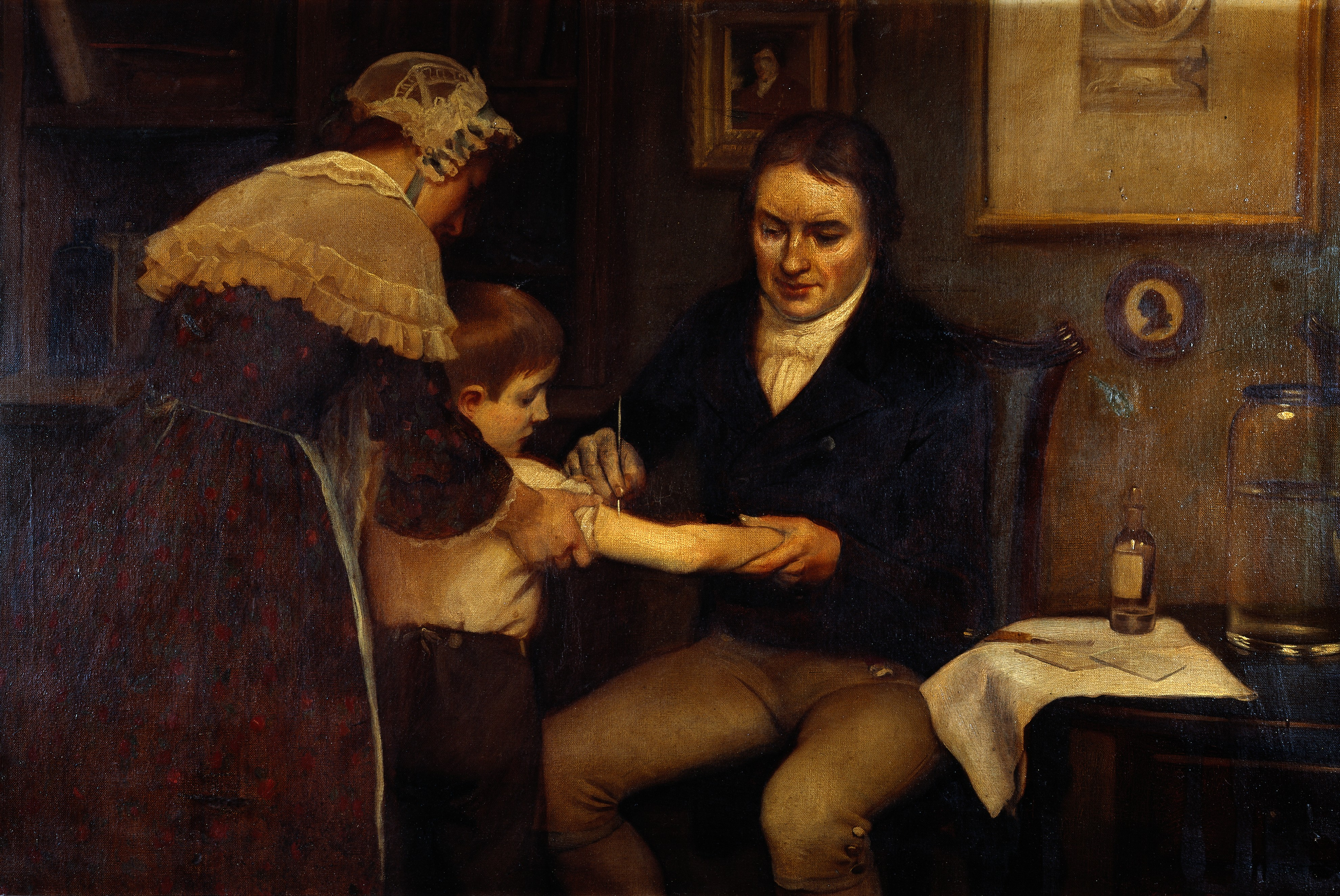
Эрнест Борд (1877—1934) — Доктор Дженнер проводит первую вакцинацию в 1796 году

Движение против вакцинации возникло вскоре после разработки Эдвардом Дженнером первой вакцины против оспы. Основными аргументами противников вакцинации в то время были религиозные. С развитием практики вакцинации росло и движение антивакцинаторов.
Во второй половине XIX века стали появляться первые антипрививочные организации. В 1866 году в Великобритании основана Национальная лига антивакцинации (англ. National Anti-Vaccination League), а в 1879 году — Американское общество антивакцинации (англ. Anti-Vaccination Society of America). В 1870—1880-х годах стало издаваться большое количество антипрививочной литературы. Противники вакцинации издавали несколько журналов. Основными аргументами движения в то время были неэффективность и небезопасность вакцинации, ущемление прав человека обязательными прививками. Основу движения составляли сторонники альтернативной медицины — гомеопатии, хиропрактики, лечения травами.

## Современное состояние
Вопреки распространённому мнению, антивакцинаторские идеи наиболее широко распространены в странах Европы, а не в бедных странах.
В бедных странах против вакцин зачастую выступают религиозные деятели. Так, в Кении в 2014 году католические священники и Ассоциация католических врачей Кении (англ. Catholic Doctors Association in Kenya) призывали бойкотировать вакцинацию женщин от столбняка, начатую из-за того, что в предшествующем году 550 новорождённых кенийцев умерли от этой болезни. Из-за распространения религиозного культа отказа от прививок власти Уганды вынуждены были ввести уголовную ответственность родителей за отказ от вакцинации своих детей.
Особенностью современного движения антивакцинаторов является активное использование интернета, особенно активны они в соцсетях. Общими чертами антипрививочных сайтов являются копирование информации без должной проверки, тесная взаимосвязь — большое количество перекрёстных ссылок, практически отсутствуют ссылки на научную литературу, эмоциональная окрашенность информации. Также специалистами отмечается недостоверность информации, использование элементов теории заговора, а также «постмодернистских аргументов, отвергающих биомедицинские и другие научные факты в пользу собственных интерпретаций». По оценкам медиков подобная пропаганда может привести к отказу от вакцинации доверчивых или недостаточно образованных людей.
Основные аргументы антивакцинаторов, излагаемые в интернете, практически не отличаются от аргументов антивакцинаторов конца XIX века.
В то время как жёсткая антипрививочная позиция поддерживается только небольшим количеством родителей, разные формы «вакцинного скептицизма» и неуверенности в необходимости вакцинации довольно широко распространены. По результатам мета-исследования 2012 года, полностью отвергают вакцинацию менее 2 % родителей, практикуют выборочную либо позднюю вакцинацию от 2 % до 27 % родителей, к «колеблющимся» («vaccine hesitant») относятся от 20 % до 30 % родителей.
Среди медицинского персонала тоже встречаются противники вакцинации. В США своей антивакцинаторской позицией стал широко известен педиатр Роберт Сирс (Д-р Боб), в итоге медицинская дисциплинарная комиссия Калифорнии в 2018 году после двухлетнего разбирательства лишила его лицензии врача за выдачу родителям пациентов безосновательных отводов от вакцинации их детей, причём без осмотра (по электронной почте).
Разоблачение мифов, на которых строится аргументация противников вакцинации, иногда приводит к упрочению этих мифов. В начале 2000-х это показал психолог Норберт Шварц на примере мифа «побочные эффекты прививки от гриппа хуже самого гриппа».

### Антивакцинаторство в России
С конца 80-х годов XX века после публичных выступлений и публикаций вирусолога Г. П. Червонской, руководителя Центра естественного родительства Ж. В. Цареградской, гомеопата Александра Котока и других в СССР, а затем на постсоветском пространстве стали распространяться мнения о вреде прививок. Они, в частности, состояли в том, что «негативные последствия вакцинации могут быть опаснее самих инфекций», особенно для грудных детей. По мнению педиатра-иммунолога М. Г. Галицкой, отрицательное отношение к прививкам является особенностью России и не распространено в Западной Европе и США. По результату проведённого в 2016 году в 67 странах мира опроса «State of Vaccine Confidence», Россия, при уровне недоверия к вакцинам в 28 %, вошла вместе с Японией, Францией, Украиной и некоторыми другими странами в группу «стран-антивакцинаторов».
Заявления антивакцинаторов о вреде прививок вызвали резкую критику со стороны медиков, которые признали недостоверными обоснования вреда прививок, выдвигаемые антивакцинаторами:

Как социально-идеологический феномен российское антипрививочное движение, подобно международному, примыкает к альтернативным и маргинальным парамедицинским ретроградным течениям — гомеопатии, гомотоксикологии, остеопатии, натуропатии, целительству, СПИД-диссидентству, антропософской и холистической медицине и валеологии, а также утопической идее создания Новой Медицины без прививок, инвазивных вмешательств и фармпрепаратов.— Мац, 2009

## Аргументация движения
Антивакцинаторство базируется на следующих основных аргументах:
Предположения о заинтересованности фармацевтических компаний
Некоторые антивакцинаторы считают, что производство вакцин является чрезвычайно развитым и доходным бизнесом, и на основании этого постулируют утверждение, что производители вакцин могут вступать в сговор с государственными службами, клиниками, исследовательскими учреждениями и т. д., с целью навязывать вакцины зачастую вопреки объективной целесообразности, из соображений существенной коммерческой выгоды. Многие выводы об объективной полезности вакцинации объявляются ими либо сфабрикованными на деньги недобросовестных фармацевтов, либо сделанными на основании сфабрикованных исходных данных.
Отрицание действенности вакцинации во многих случаях
Объявляется, что вакцины вообще не действуют, либо положительный эффект от их использования минимален и заведомо не оправдывает риск нежелательных последствий. Утверждается наличие передёргиваний в статистических данных о связи между вакцинацией и заболеваемостью, как и о возникновении эпидемий после массовых отказов от вакцинации; данные объявляются математически ошибочными или подтасованными с целью оправдать необходимость вакцинации.
Отрицание роли вакцинации в снижении уровня заболеваемости
Отрицается доказанность того, что объективно зафиксированное снижение в течение последнего века заболеваемости тяжёлыми инфекционными заболеваниями, такими как оспа, дифтерия, коклюш, полиомиелит, столбняк, корь вызвано исключительно проводимой в большинстве цивилизованных стран массовой вакцинацией от этих заболеваний, а не связано с общим улучшением качества жизни, питания, медицинского обслуживания, повышением уровня гигиены.
Отрицание необходимости вакцинации в настоящее время
Утверждается, что массовая вакцинация против всех или большинства заболеваний изжила себя, поскольку современные средства лечения заболеваний, от которых проводится вакцинация, очень эффективны, а частота самих этих заболеваний невелика.
Утверждение о бесполезности вакцинации от малораспространённых болезней
Аргументация вида: «Может быть, вакцинировать и надо, когда уровень заболеваемости растёт. Но зачем делать прививки всем поголовно, и рисковать получить осложнения, когда никто не болеет?»
Возражением на этот аргумент является наличие статистического порога эффективной вакцинации (для практически нулевой заболеваемости, если возбудитель физически присутствует во внешней среде, должно быть вакцинировано не менее 70 % всего населения) и факты развития эпидемий при массовых отказах от вакцинации.
Акцентирование отрицательных последствий вакцинации
Подчёркиваются опасность поствакцинарных осложнений, акцентируются сообщения о заболеваниях, возможно связанных с вакцинацией. Сверх того, утверждается, что медицинская статистика в большой степени скрывает и искажает реальные данные об осложнениях в результате вакцинации. Эксперты ВОЗ отмечают, что вопрос безопасности новых вводимых в программу вакцин вызывает вполне понятное беспокойство публики после таких эпизодов, как заражения в 50-х годах 220 тысяч человек вакцинно-ассоциируемым полиомиелитом.
Утверждения о намеренно неточной медицинской статистике осложнений
Антивакцинаторами критикуются принятые в медицине критерии отнесения заболеваний к поствакцинарным осложнениям. Утверждается, что эти критерии намеренно приняты с целью резкого занижения уровня осложнений, который в реальности якобы многократно превосходит официальные цифры. Утверждается, что медицинская статистика недобросовестно подходит к учёту поствакцинальных осложнений и, таким образом, не может служить объективным критерием опасности или безопасности вакцинации.
Заявляется, что медицинские работники часто намеренно скрывают сведения о свойствах вакцин и опасности вакцинации, и считают, что вакцинируемые не должны обладать полнотой информации. Однако при этом они требуют полного доверия к себе. Утверждается тезис, что полного доверия медицинские работники никоим образом не достойны, и к их утверждениям следует априори подходить с недоверием.
Апелляция к правам личности
Антивакцинаторы утверждают, что человек во всех случаях имеет право сам решать вопросы любого медицинского вмешательства, отрицается право государства предпринимать шаги для отстаивания общественных интересов, возможно, вопреки желанию отдельных граждан.
В России антивакцинаторы утверждают о вакцинации как о «поголовной», «принудительной без выбора» и «обязательной», несмотря на то, что с 1998 года действует Федеральный закон № 157 «Об иммунопрофилактике инфекционных болезней», в пятой статье которого предусмотрено право отказа гражданина от вакцинации. Тем самым они продолжают ратовать за свободу выбора и право населения на отказ от прививки в ситуации, когда такая юридическая защита является функцией государства.
Религиозные мотивы
Приверженцы данной позиции объясняют нежелание получать вакцины различными догматическими положениями — например, недопустимостью человеческого вмешательства в Провидение, культивированием ингредиентов на эмбриональных клетках абортированных зародышей человека (в частности, вакцины от краснухи).
Конспирологические теории
Основываются на различных образах «внешнего врага» (например, иностранные спецслужбы, представители фактически правящей элиты и другие). Часто выдвигаются тезисы об имитировании вакцинации, под видом которой осуществляются иные, недобросовестные вмешательства в здоровье популяции, подвергаемой иммунизации (например, стерилизация, индуцирование онкологических заболеваний и прочее).

## Критика
Многие аргументы, выдвигаемые антивакцинаторами, специалисты опровергают с научной точки зрения. Антивакцинаторство является широко распространённой теорией заговора и является формой отрицания науки.
Согласно заключению экспертов Всемирной организации здравоохранения, большинство доводов антивакцинаторов не подтверждаются научными данными и характеризуются как «тревожное и опасное заблуждение».
ВОЗ объявила скептическое отношение (недоверие) к вакцинации одной из десяти главных угроз здоровью населения мира в 2019 году.
Позиция конвенциональной медицины большинства развитых стран по отношению к вакцинации заключается в необходимости развивать и совершенствовать производство качественных вакцин и поощрять их применение, поскольку, с точки зрения современной научной медицины, риск осложнений вакцинации, при соблюдении соответствующих требований нормативно-правовой базы, значительно меньше риска заболевания и смерти или тяжёлых осложнений от инфекции.
Критика антивакцинаторства направлена как на разъяснение фактического положения вещей в данной области (сообщение в популярной форме основ иммунопрофилактики, оглашение статистики заболеваемости среди вакцинированных и невакцинированных, реального числа осложнений), так и на критику аргументов против проведения вакцинации. В частности, в литературе на эту тему обычно обращается внимание на следующие обстоятельства:
- Статистика применения и неприменения иммунопрофилактики инфекционных заболеваний на протяжении последних двух десятилетий доказывает эффективность вакцинации и соотношение выгод и рисков в пользу вакцинации даже при наличии рисков осложнений. В странах и регионах, где происходили массовые отказы от вакцинации, возникали эпидемии именно тех заболеваний, вакцинация от которых прекращалась[38][39][40].
- Частота поствакцинарных осложнений для наиболее опасных из разрешённых к применению вакцин составляет порядка одного случая на десятки тысяч вакцинаций, частота осложнений с тяжкими последствиями — ещё ниже. Риск тяжёлого заболевания с возможными осложнениями многократно превышает риск поствакцинарных осложнений[32].
- В СМИ намеренно завышают частоту осложнений (по некоторым из их утверждений, тяжёлые осложнения при вакцинации достигают единиц и даже десятков процентов от числа привитых)[19].
- Активисты антивакцинаторского движения либо вообще не имеют медицинского образования, либо никогда не работали в сфере иммунопрофилактики, их суждения в данной области непрофессиональны. В антивакцинаторской литературе её авторы часто обманывают читателя ложной атрибуцией себя и авторов цитируемых материалов как признанных учёных или медиков с большим опытом, хотя в действительности они не являются ни теми, ни другими[19].
- Представители различных направлений «нетрадиционной медицины» используют антипрививочную риторику для рекламы своих услуг[27].
- Для части вакцино-предотвращаемых болезней (например, для кори), отказ от прививки означает не только повышение уязвимости одного непривитого ребёнка, но и ослабление популяционного иммунитета в возрастной когорте, что может создать угрозу (повышение эпидемиологического фона) для детей, у которых есть медицинские противопоказания от вакцинации; также риски заразиться становятся выше даже у тех, кто своевременно сделал прививку[41].

Вирусолог Альберт Остерхаус отмечает следующее: «Я думаю, что это очень опасно, эти люди не ведают, что творят. Они выступают против всех вакцин. Антропософы верят, что прививаться — это неестественно. Они не только против прививки от COVID-19, они против проверенных годами вакцин: например, от кори или полиомиелита».

### Со стороны Русской православной церкви
Согласно заявлению Сыктывкарской и Воркутинской епархии, Русская православная церковь никогда не благословляла отказ от медицинской помощи или вакцинации, а люди, утверждающие это, вводят в заблуждение общество. «Необходимо всегда помнить о том, что только благодаря вакцинации побеждены многие общественно опасные заболевания, грозившие человечеству поголовным вымиранием: чума, оспа и многие другие. <…> Пусть каждая мать, которая отказывается от защиты жизни и здоровья ребёнка знает о том, что она совершает тяжкий грех», — говорится в заявлении.
После того, как из Роспотребнадзора во Владимирскую епархию поступили сообщения об имеющих место отказах жителей области от вакцинации по религиозным соображениям, архиепископ Владимирский и Суздальский Евлогий (Смирнов) сделал заявление о поддержке усилий территориального управления Роспотребнадзора и департамента здравоохранения обладминистрации по проведению вакцинации населения от гриппа. «Вакцинация, предупреждающая заболевание столь тяжёлой болезнью, согласно заключению врачей, высокое значение и важная роль которых отмечены в Священном Писании, не может, на наш христианский взгляд, быть опасной в духовном плане».
Сотрудник Миссионерского отдела Томской епархии Максим Степаненко указал, что приверженцы антипрививочного движения нередко имеют сектантские черты, так как к чисто научно-практической медицинской проблеме безапелляционно примешивают религиозные вопросы, пытаются рассматривать вакцинацию через призму религии и даже эсхатологии.
Позиция православных врачей и философов нашла отражение в заявлении Церковно-общественного совета по биомедицинской этике Московского патриархата и в заявлении по итогам круглого стола, организованного Отделом церковной благотворительности и социального служения Московского патриархата и Министерством здравоохранения и социального развития РФ. В этих документах недвусмысленно высказано отношение к вакцинации как к необходимой современной мере профилактики инфекционных заболеваний, отказ от которой может привести к тяжёлым последствиям.
В докладе к. м. н., педиатра, клинического фармаколога из Московской академии имени И. М. Сеченова И. А. Дронова и к. м. н., эпидемиолога противотуберкулёзного диспансера № 12 Санкт-Петербурга С. В. Фёдорова, прозвучавшем на II съезде Общества православных врачей России в Воронеже, указано, что православные медики крайне обеспокоены активностью лидеров противопрививочного движения, которые, выступая на различных православных форумах, ставят вопрос о греховности вакцинации.
В 2011 году Общество православных врачей выпустило брошюру «Вакцинопрофилактика у детей» (под редакцией зав. кафедрой детских болезней Первого московского государственного медицинского университета им. И. М. Сеченова, д. м. н. Н. А. Геппе и профессора кафедры детских болезней ПМГМУ им. И. М. Сеченова д. м. н. А. Б. Малахова), в которой «развенчиваются мифы врагов вакцинации, но при этом представлены объективные сведения о возможных побочных эффектах вакцин, о том, как их избежать, о противопоказаниях против прививок».

## Безопасность
Существует научный консенсус о том, что вакцины, прошедшие проверки, являются безопасным и эффективным способом борьбы с инфекционными заболеваниями и их уничтожения. Но это справедливо лишь при соблюдении санитарных норм при вакцинации, например регламентируется использование одноразовых шприцев лишь единожды. Необходимо соблюдать технологию при изготовлении вакцин, и нельзя допускать порчу содержимого ампул при хранении. Необходим независимый контроль применения достаточного количества консервантов, условий хранения и соблюдение сроков годности вакцин. Врачи обязаны возвращать поставщику повреждённые и просроченные вакцины, а не продолжать их применение.
Очень немногие отрицают огромную пользу для здоровья населения, которую приносит вакцинация, много большее число людей беспокоит её безопасность. Все вакцины могут вызывать побочные эффекты, поэтому безопасность иммунизации является важным аспектом. Прививки, в отличие от других медицинских мероприятий, делают здоровым людям — именно это вызывает особую щепетильность в отношении их безопасности. С другой стороны, когда вакцинация снижает распространённость заболевания, внимание людей смещается от опасности болезни к опасности вакцинации и это усложняет задачу медицины сохранить уровень иммунизации и степень лояльности населения к ней.

### Побочные эффекты
ВОЗ утверждает: «Тяжёлые или долгосрочные побочные эффекты встречаются крайне редко. Шанс столкнуться с серьёзной неблагоприятной реакцией организма на введение вакцины составляет 1 к миллиону», «Вакцины могут вызывать лёгкие побочные эффекты, такие как субфебрильная температура и боль или покраснение в месте инъекции. Такие проявления, как правило, проходят сами в течение нескольких дней.».
ВОЗ заявляет, что вакцины не вызывают расстройства аутистического спектра. «Этот вывод был сделан по результатам множества исследований, проводившихся на очень больших группах людей.».

### Перегрузка вакцинами
Антивакцинаторы утверждают, что большое количество одновременно вводимых вакцин может создать повышенную нагрузку на иммунную систему, что может подавить или ослабить иммунитет ребёнка. Идея перегрузки вакцинами является необоснованной по нескольким причинам. Вакцины не подавляют иммунную систему; даже консервативные оценки указывают, что иммунная система ребёнка может вырабатывать иммунный ответ на тысячи вакцин одновременно.

### Алюминий
Соединения алюминия используются во многих вакцинах как адъювант для усиления их действия. Хотя используемое количество алюминия намного меньше, чем поступает в организм из других источников (с одним только грудным молоком или молочной смесью за первые полгода жизни ионов алюминия поступает в десятки раз больше, чем содержится в вакцинах), его наличие часто приводят как фактор вредности и риска вакцинации.

### Ртуть и тиомерсал
Ртуть используется при производстве многих вакцин, входит в состав тиомерсала. Несмотря на то, что высказывались предположения о связи между тиомерсалом из вакцин и развитием аутизма у детей, в настоящее время установлено, что никакой связи между развитием аутизма и наличием тиомерсала в прививках нет. Быстрое выведение этилртути, которая входит в состав тиомерсала, подтверждается результатами всех проанализированных исследований, включая даже те, где в группу обследуемых были включены младенцы со сниженным весом. Результаты исследований показали, что отказ от вакцин, содержащих тиомерсал, не повлиял на частоту случаев аутизма, который выдвигался в качестве довода некоторыми сторонниками применения вакцин, не содержащих тиомерсал. Известен случай махинаций в исследовании, «выявившем» причиной аутизма соли ртути в вакцинах, в котором данные были подделаны в пользу присутствия такой связи.

### Прививки и аутизм
В 1998 году британский гастроэнтеролог Эндрю Уэйкфилд отправил в журнал The Lancet статью, в которой показывал, что прививка от кори, паротита и краснухи (англ. MMR) может вызвать аутизм у привитых ею детей. О результатах своего исследования Уэйкфилд рассказывал на телевидении по всему миру. Но при научной проверке ни одна лаборатория не смогла подтвердить его сообщение.
После публикации Уэйкфилда другие исследователи пытались повторить его результаты, но их выводы были противоположными, и в результате критических публикаций редакция Lancet самостоятельно отозвала его статью.
В дальнейшем выяснилось, что работу Уэйкфилда оплатило общество противников вакцинации «JABS», а его статья является фальшивкой, написанной с основной целью создать рынок сбыта для биологического теста, выпущенного компанией, где он был совладельцем. Уэйкфилд также втайне получил деньги от адвокатов, которым нужны были доказательства связи прививки с аутизмом.
Расследование провёл журналист Брайен Дир (англ. Brian Deer), результаты были опубликованы в газете Sunday Times и в BMJ (журнал оплатил работу Дира), после чего последовало правительственное расследование деятельности Уэйкфилда.
В результате расследования Уэйкфилд был официально обвинён в мошенничестве и лишён лицензии врача.
Несмотря на разоблачение обмана, антипрививочные движения до сих пор используют исходную статью Уэйкфилда как аргумент против прививок. Из-за этого учёные вынуждены регулярно проводить исследования по проверке связи прививок и аутизма. В исследованиях, в том числе где изучались сотни тысяч детей, показано отсутствие связи между прививками и аутизмом даже в семьях, где у детей есть аутисты среди братьев и сестёр, в том числе и близнецы, которые получали вакцины одновременно.
Один из исследователей сказал: «Мы не знаем, что именно вызывает аутизм, но это точно не MMR».
1. В 2002 году исследователи, рассмотрев истории болезни полумиллиона детей, не нашли связи аутизма с вакцинацией[72][74].
2. В 2006 году опубликовано исследование, которое выявило, что наоборот, заболеваемость аутизмом росла при снижении охвата популяции вакцинацией[70].
3. В 2015 году опубликовано исследование более чем 95 тыс. детей, в котором отдельно рассматривались дети из группы риска и уже больные аутизмом, вывод исследователей: «Мы не знаем, что именно вызывает аутизм, но это точно не MMR»[64][73].
4. В 2019 году опубликовано исследование по многолетним наблюдениям за более чем 657 тыс. датских детей, родившихся с 1999 по 2010 год, в котором обнаружено отсутствие связи аутизма как с вакциной MMR в частности, так и с вакцинацией в общем. Такая связь также не нашлась у детей в семьях, где один из детей болел аутизмом, а другой — нет, что достоверно исключает влияние вакцинации на аутизм[72][75].

Одним из факторов устойчивости мифа о связи аутизма с прививками является совпадение возраста плановой вакцинации и возраста, в котором обычно выявляется аутизм. То, что аутизм часто диагностируется у детей в тот же период, когда они получают вакцины — просто совпадение, и случайные ассоциации неизбежны.
Также часть специалистов предполагает, что у некоторых детей сильный иммунный ответ организма, возникающий после прививки либо при инфекции, выявляет скрытое до этого момента расстройство. Таким образом, у некоторых детей с РАС прививка выступает в роли неспецифического фактора, выявляющего латентное заболевание.

## Влияние на медицину и общество
В 1998 году была одобрена к использованию в США вакцина LYMErix от клещевого боррелиоза (болезнь Лайма). Несмотря на различные недостатки, это была первая эффективная вакцина от данной болезни. В одном из исследований оказалось, что вакцина способствует развитию артрита у сирийских хомячков инбридной линии LSH; при регистрации вакцины Food and Drug Administration были высказано предположение о теоретической возможности аутоиммунной реакции на вакцину. Это опасение было впоследствии опровергнуто, а исследования не показали связи между вакциной и случаями артрита у привитых людей. Однако страх перед вакциной, раздутый газетной шумихой на фоне усиления антивакцинаторских настроений после публикации в 1998 статьи о предполагаемой связи прививки от кори и аутизма, вызвал спад продаж. Противниками вакцины был подан коллективный иск с требованием указать артрит как одно из возможных осложнений. В 2002 году производство вакцины было остановлено. Некоторые антивакцинаторы опубликовали заявления, что любые новые разработки вакцины от боррелиоза вызовут массовые протесты и судебные иски. Ни одна из компаний-разработчиков вакцин до 2018 года не бралась за продолжение исследований и разработок в этой области, и вакцина от болезни Лайма для людей коммерчески недоступна на конец 2020 года (уже длительное время существует вакцина для собак).

## Результаты массовых отказов от вакцинации
Известны случаи вспышек вакцинно-предотвращаемых заболеваний, связанные с прекращением вакцинации, уменьшением охвата, либо недостаточным охватом первичной или повторной вакцинации. Во многих случаях антивакцинаторские настроения населения в целом, или отдельных групп населения, являются одним из факторов развития ситуации; среди других причин — приостановление вакцинации по объективным соображениям, либо недочёты в работе системы здравоохранения.

### Стокгольм,натуральная оспа(1873—1874)

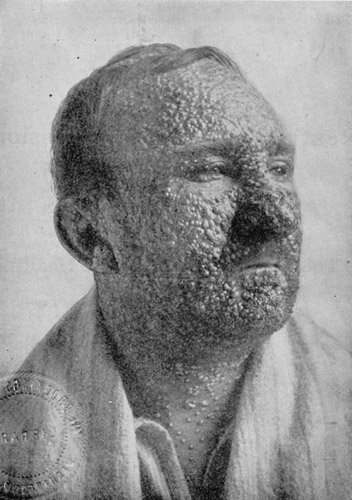
Больной оспой

Антивакцинаторская кампания, мотивированная религиозными причинами, сомнениями в эффективности и защитой прав личности, привела к падению охвата вакцинацией до всего лишь 40 %, по сравнению с 90 % в остальной Швеции. В 1873 году началась большая эпидемия оспы. Это привело к увеличению охвата вакцинацией, и эпидемия закончилась.

### Великобритания,коклюш(1970—1980)
В 1973 году британский врач (детский невролог) Джон Уилсон выступил на научной конференции с докладом, в котором заявил, что коклюшевый компонент вакцины АКДС вызывает судороги и повреждение мозга у младенцев. Это исследование проводилось на малом числе детей, к тому же выяснилось, что диагноз многим из них был поставлен ошибочно, а некоторым не делали прививку АКДС. Тем не менее Уилсон представил своё исследование СМИ, появился в прайм-тайме в телевизионной программе, в которой были показаны душераздирающие снимки больных детей, и утверждал, что сотни маленьких британцев ежегодно получают повреждения мозга в результате прививки АКДС.
В 1974 году появилось сообщение о 36 реакциях на вакцину против коклюша; известный специалист по общественному здоровью Гордон Стюарт утверждал, что вакцина имела сомнительную эффективность, и ставил вопрос, перевешивает ли её польза риски. Информация была широко освещена в прессе и телевидении. Охват снизился с 81 % до 31 % к 1978 году. Это вызвало вспышку коклюша в 1978—1979 годах, во время которой в Англии и Уэльсе были отмечены сотни тысяч случаев заболевания. Всего за время эпидемии погибло примерно 600 детей. Официальная медицина продолжила утверждать эффективность и безопасность вакцины; доверие общественности было восстановлено после публикации перепроверки эффективности вакцины. Охват вакцинацией затем поднялся до уровней более 90 %, и уровень заболеваемости заметно спал.

### Швеция,коклюш(1979—1996)
За период государственного моратория на вакцинацию против коклюша с 1979 по 1996 год, 60 % детей страны имели контакт с возбудителем болезни в возрасте до 10 лет; смертность от коклюша составляла около одного случая в год.
После введения моратория заболеваемость коклюшем среди дошкольников в течение трёх лет сохранялась низкой и составляла 700 случаев в год на 100 000 детей (как подтверждённых лабораторно, так и неподтверждённых), но затем резко увеличилась, и во время эпидемической вспышки 1985 года заболеваемость составляла 3200 случаев в год на 100 000 детей; в целом среди детей 78-го года рождения, успевших получить прививку, до 4 лет переболело 5 %, а среди непривитых детей 80-го года рождения — 16 %. В первые семь лет после возвращения вакцины от коклюша лабораторно подтверждённая заболеваемость снизилась с 90—150 случаев в год на 100 000 населения до 17—26 случаев, и до 3—15 случаев в дальнейшем, при этом заболеваемость детей до года колеблется между 32—280 случаев на 100 000; за двадцать лет, прошедших после возобновления массовой вакцинации, от коклюша погибло 13 детей. Отмечается, что программа вакцинации от коклюша показала хорошую эффективность, но её влияние на популяционный иммунитет населения в целом может быть временным, для пожилого населения даже отрицательным; в настоящее время несмотря на 98,5 % охват вакцинации, возбудитель коклюша по-прежнему циркулирует в Швеции.

### СНГ,дифтерия(1990—1999)

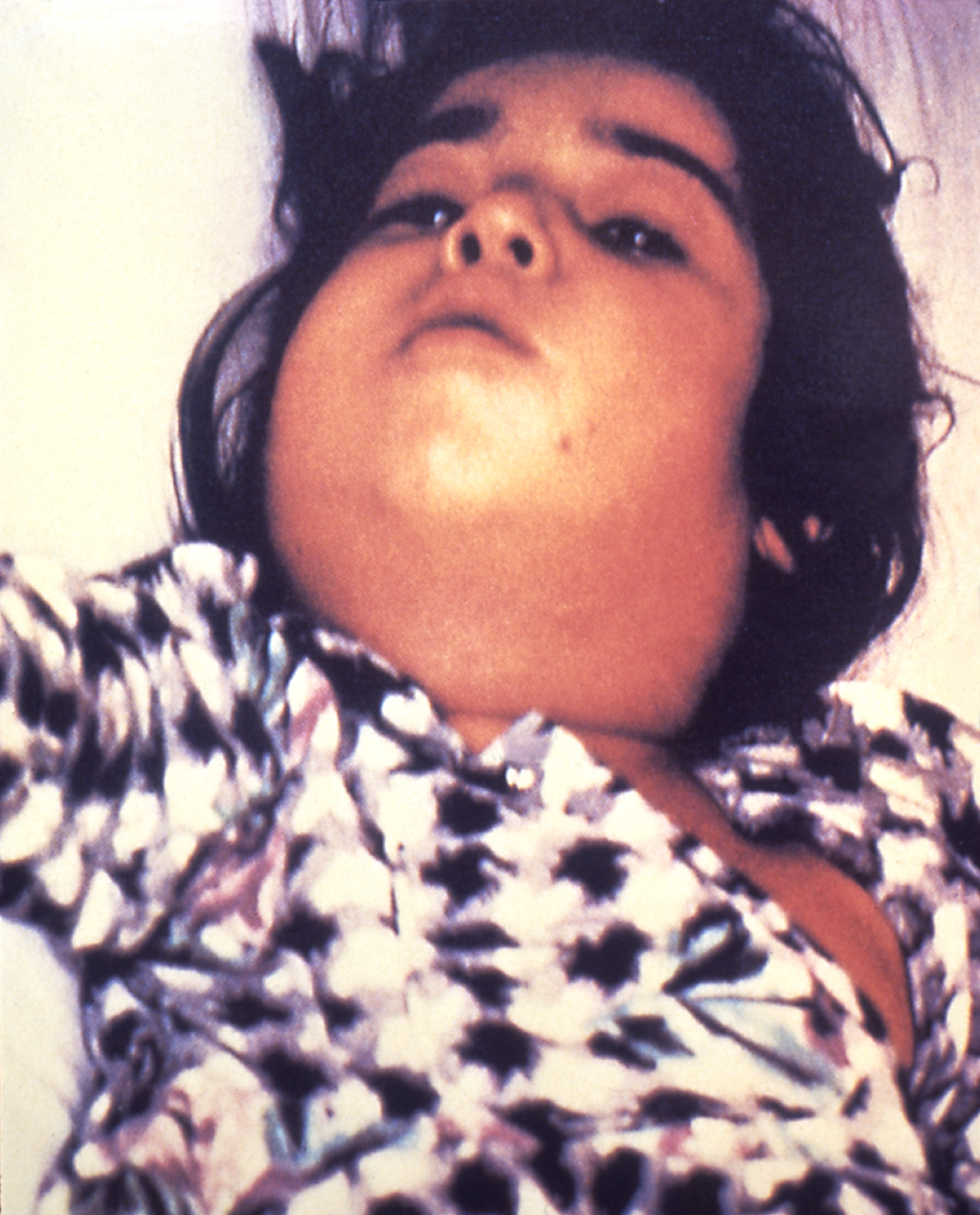
Больной дифтерией

После первоначального успеха программы вакцинации от дифтерии, свёдшей заболеваемость в СССР к единичным случаям (52 случая в 1975 году), заболеваемость стала возрастать, увеличившись к 1985 году в 100—250 раз для разных возрастных групп. К 1986 году была осознана необходимость ревакцинации взрослых, однако по экономическим и организационным причинам эта программа была воплощена в жизнь лишь частично, до 1993 года взрослые не получали плановых противодифтерийных ревакцинаций.
Вместе с тем, с 1986 до 1991 года охват населения курсом первичной вакцинации снизился и составлял менее 70 %, часто встречались фальсифицированные записи о прививках в медицинских картах. Снижение охвата вакцинацией произошло, в том числе, вследствие массовых отказов от вакцинации детей, связанных с активной деятельностью антивакцинаторского движения.
В 1990-е годы в странах бывшего СССР возникла эпидемия дифтерии, заболело более чем 150 тыс. человек, из них около 5 тысяч погибло. Пик заболеваемости пришёлся на 1994—1995 годы. Одной из основных причин вспышки эпидемии, наряду с общим развалом системы здравоохранения, считается значительное количество недостаточно привитых против дифтерии, прежде всего — отсутствие массовой ревакцинации взрослых, не имеющих пожизненного иммунитета в результате предыдущей широкой вакцинации в детском возрасте.

### Нидерланды,корь(1999—2000)
Вспышка в религиозном сообществе и школах в Нидерландах иллюстрирует воздействие кори на невакцинированное население. Население в нескольких затронутых провинциях имело высокий уровень иммунизации, за исключением одного из религиозных направлений, которое традиционно не приемлет вакцинацию. Среди 2961 случая кори было 3 связанных с корью смерти и 68 госпитализаций. Это показывает, что корь может быть тяжёлой и приводить к смерти даже в индустриальных странах.

### Ирландия,корь(2000)
В Ирландии иммунизации от кори была начата в 1985 году, однако с 1989 по 2000 уровень иммунизации составлял 77—79 %, а в 2000 году в Северном Дублине составлял около 60 %.
В 1999—2000 в городе произошла вспышка кори, было отмечено более чем 1600 случаев заболевания и более чем 110 случаев госпитализации из-за обезвоживания и осложнений (пневмония, трахеит). Три ребёнка погибло, некоторые были тяжело больны, и некоторым для выздоровления понадобилась искусственная вентиляция лёгких. В низком уровне иммунизации была обвинена статья 1998 года, связывающая прививку от кори и аутизм.

### Нигерия,полиомиелит,корь,дифтерия(2001—2006)
В начале 2000-х годов некоторые исламские религиозные лидеры в северных штатах Нигерии, относящиеся с подозрением к западной медицине, посоветовали своим последователям не вакцинировать своих детей оральной полиовирусной вакциной. Губернатором штата Кано был утверждён бойкот, и иммунизация была приостановлена на несколько месяцев. Затем полиомиелит снова появился в двенадцати до того свободных от него соседях Нигерии, и генетический анализ показал, что вирус происходит из северной Нигерии: Нигерия стала экспортёром полиовируса для своих африканских соседей. Сообщается, что люди в северных штатах настороженно относятся и к другим прививкам, и Нигерия сообщила о 20 000 случаях кори и примерно 600 смертях от кори с января по март 2005 года. Вспышки продолжались и далее; например, в июне 2007 года больше 50 детей умерли и 400 были госпитализированы в штате Борно после вспышки кори. Низкий охват иммунизацией также привёл ко вспышкам дифтерии. В 2006 году более половины всех новых случаев полиомиелита в мире произошло в Нигерии.

### Индиана(США),корь(2005)
Вспышка кори в Индиане в 2005 году произошла из-за детей, чьи родители отказались от их вакцинации.

### АфганистаниПакистан, полиомиелит (2011)
Радикальное исламистское правление, особенно на подконтрольных движению Талибан территориях, инициировало запрет на вакцинацию против полиомиелита, кампания по которой финансировалась из западных фондов. Лидеры объясняли это недоверием к гуманитарной деятельности и, в частности, объявляли её прикрытием действий спецслужб, охотящимися за важными для США персонами (были выдвинуты обвинения, что врачи в Пакистане были завербованы ЦРУ для тайных поисков Усамы бен Ладена путём сбора образцов ДНК под видом введения антигепатитной вакцины). Наиболее одиозными представителями высказывались предположения о тайных планах США по стерилизации населения путём ввода препаратов, замаскированных под полиовакцину, о якобы присутствовавшей среди компонентов свинине, недопустимой для мусульман. Часто использовались фальсификации для отчётности в ВОЗ о проведённых иммунизациях.
Постоянно отмечаются нападения на медперсонал, в том числе сотрудников международных организаций, проводящих вакцинацию. Так, 17—18 декабря 2012 года, за одни сутки, в Карачи было убито 4 женщины-вакцинатора, и одна — в Пешаваре, шестой жертвой стал мужчина-волонтёр, 19 декабря того же года было убито трое и ранено двое медиков, что вызвало временную приостановку кампании по иммунизации, в частности, в провинции Нуристан. В мае 2013 года лидеры талибов заявили о «прекращении войны против полиовакцинации», признав «невозможность справиться с полиомиелитом другими методами». Однако нападения продолжают отмечаться. 7 октября 2013 года 2 человека было убито и более 20 пострадало от взрыва бомбы, во время вакцинации детей оральной полиомиелитной вакциной. Таким образом, на октябрь 2013-го число убитых членов вакцинаторских команд, по данным Global Polio Eradication Initiative, достигло 36 человек. В результате в 2011 году в Пакистане было зарегистрировано наибольшее количество случаев полиомиелита в мире (198). В 2013 году продолжает оставаться напряжённой ситуация в Северном Вазиристане, где местные лидеры бойкотируют вакцинацию с июня 2012 года. Здесь зарегистрировано наибольшее число паралитических исходов полиомиелита у детей в Азии (17 от «дикого» и 25 от «вакцинного» вируса).
В 2011 году в Афганистане был рост заболеваемости полиомиелитом более чем в два раза.

### Европа, корь (2018)
Число заболевших корью в Европе в 2018 году достигло рекорда за последние 10 лет. Количество инфицированных за год составило до 82 тысяч человек; в 2000—2017 годах заболеваемость в европейском регионе составляла 4—58 тысяч случаев.
По информации ВОЗ в Европе сохраняются очаги распространения этой болезни из-за низкого охвата населения прививками: несмотря на среднеевропейский рекорд 2017 года в 90 % охвата двумя дозами вакцины и 95 % охвата первой дозой вакцины, в некоторых общинах охват составлял 70 % (для полного искоренения кори требуется достичь охвата 95 % на уровне каждого района страны).

## Антивакцинаторство во время пандемии COVID-19 (2020—2022)
По данным отчёта Center for Countering Digital Hate, многие антипрививочники восприняли пандемию коронавируса как возможность распространить свои убеждения среди большого количества людей и создать долговременное недоверие к эффективности, безопасности и необходимости вакцин. Онлайн-аудитория антивакцинаторов растёт, социальные сети, несмотря на их усилия по борьбе с дезинформацией, не справляются с усилиями по продвижению псевдонаучных теорий. Задача антипрививочников — донести до людей три послания: коронавирус не опасен, вакцины опасны, защитникам вакцинации нельзя доверять. Особую роль в антипрививочном движении играют конспирологи и люди, зарабатывающие деньги на продвижении альтернативной медицины в качестве альтернативы прививкам.
По мнению главного редактора блога Science-Based Medicine Дэвида Горски, в антипрививочном движении нет ничего нового, и дезинформация о вакцинах против COVID-19 не нова — старые мифы антипрививочников были просто переделаны для новых вакцин.
Согласно вышедшему в «Журнале медицинской этики» исследованию, в условиях переоценки риска пандемии, широкая публика в США оказалась склонной винить не привившихся (по любым причинам) от COVID-19 в непрекращении эпидемии, нехватке медицинского персонала, заболеваниях и смертях от ковид и в серьезном риске для здоровья общества, даже в противоречие предоставляемым опрашиваемым конкретным фактам; причем склонность возлагать вину во всех связанных с пандемией проблемах на непривитых коррелирует с политическими взглядами (заметно выше для левых).

## Связь с политическими взглядами
Исследование, основанное на анализе данных из 14 стран Западной Европы, показало, что антивакцинаторство связано с политическим популизмом: научный сотрудник Отдела глобального здравоохранения Центра первичной медицинской помощи и общественного здравоохранения Госпиталя Святого Варфоломея и Лондонской школы медицины и стоматологии Лондонского университета королевы Марии Джонатан Кеннеди обнаружил положительную связь между процентом людей, голосовавших за популистские партии на выборах в Европейский парламент в 2014 году, и процентом людей, которые считают, что вакцины не являются важными и эффективными.

### В поддержку антивакцинаторства
Книги
- Роберт С. Мендельсон. Как вырастить ребёнка здоровым вопреки врачам : пер. с англ. — Гомеопатическая книга, 2008. — ISBN 5-903139-06-X. (Оригинал: Robert S. Mendelsohn. How to Raise a Healthy Child… In Spite of Your Doctor, Ballantine Books, 1984.)
- Коток А. Беспощадная иммунизация. Правда о прививках. — Изд. 2-е, испр. и доп. — Новосибирск: Гомеопатическая книга, 2010. — 592 с.
- Коток А. Прививки в вопросах и ответах для думающих родителей. — Изд. 2-е. — Новосибирск: Гомеопатическая книга, 2008. — 144 с.
- Миллер Н. Прививки: действительно ли они безопасны и эффективны? : пер. с англ. — М.: БИНОМ. Лаборатория знаний, 2011. — 144 с.
- Червонская Г. П. Обилие поствакцинальных осложнений как причина детской инвалидности. — М.: Гомеопатическая медицина, 2007. — 240 с.
- Червонская Г. П. Календарь прививок — ошибка медицины XX века. Основы вакцинологии. — Изд. 2-е, доп. — М.: Волшебный ребёнок, 2008. — 464 с.

Диссертации
- Wilyman J. A critical analysis of the Australian government’s rationale for its vaccination policy :  [англ.] : Doctor of Philosophy thesis / Judy Wilyman, University of Wollongong. — 2015. — September.

### Критика антивакцинаторства
- Виноградова, Е. П. Краткий справочник понятий лженауки // Лженаука в современном мире: медиасфера, высшее образование, школа : Сборник материалов Международной научно-практической конференции, посвящённой памяти академика Э. П. Круглякова, проходившей в Санкт-Петербургском государственном университете 21—22 июня 2013 года : [арх. 26 августа 2014] / Е. П. Виноградова, М. Л. Воловикова, К. А. Канищев … [и др.]. — СПб. : Издательство ВВМ, 2013. — 291 с. — 100 экз. — ISBN 978-5-9651-0742-1.
- Мац, А. Н. Врачам об антипрививочном движении и его вымыслах в СМИ // Педиатрическая фармакология : журн. — 2009. — Т. 6, № 6. — С. 12—35.
- Мац, А. Н. Антипрививочные вымыслы : [арх. 15 ноября 2021] // Химия и жизнь : журн. — 2010. — № 9. — С. 2—7. — ISSN 1727-5903.
- Мац, А. Н. Антипрививочная дезинформация относительно частоты побочных эффектов и токсичности вакцин / А. Н. Мац, А. В. Гольдштейн // Журнал микробиологии, эпидемиологии и иммунобиологии. — 2010. — № 2. — С. 111—118. — ISSN 0372-9311.
- Мац, А. Н. Современные истоки антипрививочных измышлений и идеологии // Эпидемиология и вакцинопрофилактика : журн. — 2013. — № 3 (70). — С. 90—97.
- Оффит. Смертельно опасный выбор = Deadly Choices: How the Anti-Vaccine Movement Threatens Us All / Пер. с англ.: Анастасия Бродоцкая. — М.: АСТ; Corpus, 2017. — 368 с. — (Библиотека фонда Эволюция). — 2500 экз. — ISBN 978-5-17-100522-1.